# Cloudy Zakrocki
Claudia „Cloudy“ Zakrocki (* 17. Juni 1986 in Lahr/Schwarzwald) ist eine Journalistin und Unternehmerin.

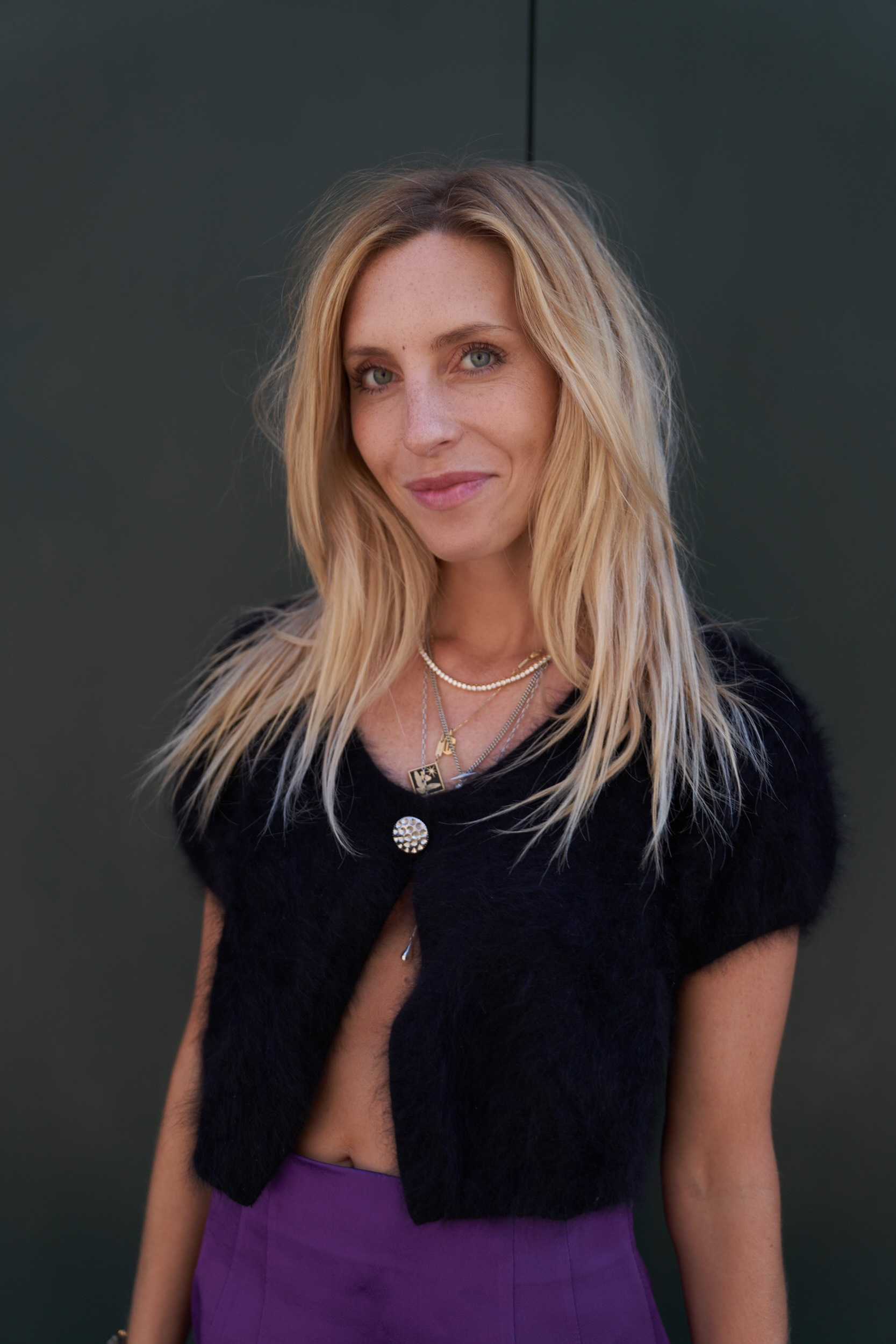
Cloudy Zakrocki, 2022

## Leben
Zakrockis Eltern emigrierten in den 1980er-Jahren von Polen nach Deutschland. Ihre Mutter Ingrid Zakrocki lebte mit ihrer Schwester und ihren Eltern ein Jahr in einem Lager in Deutschland, bevor die Familie im Schwarzwald sesshaft wurde. Claudia Zakrocki besuchte das Scheffel-Gymnasium in Lahr und studierte nach dem Abitur an der Universität Heidelberg Germanistik, Anglistik und Kunstgeschichte bis zum Magister-Abschluss. 2008 und 2009 lebte sie in Byron Bay, Australien, seit 2011 lebt sie in Berlin. Ihren Spitznamen „Cloudy“ erhielt sie mit 15 Jahren von ihrem besten Freund. Cloudy Zakrocki ist bis heute ihr Künstlername.

## Karriere
Zu Beginn ihres Studiums programmierte Zakrocki 2006 ihren eigenen Blog Cloud44 und galt als eine der ersten Blogger in Deutschland. Aufgrund ihrer großen Reichweite wurde Zakrocki 2010 zusammen mit Katja Schweitzberger die Leitung des Blogs LesMads, damals Deutschlands führender Modeblog des Burda-Verlags, übertragen.
Wegen Zakrockis journalistische Ausbildung und Expertise im Bereich digitale Medien wurde sie 2013 Online-Chefredakteurin des Interview-Magazins in Deutschland und machte das US-Portal durch ihre Neuausrichtung zu einem der meistbesuchten Lifestyle Onlinemagazine Deutschlands.
2016 wurde Zakrocki Chefredakteurin und Geschäftsführerin von Refinery29 in Deutschland und führte das US-Medienunternehmen in Europa sowie 2018 in Frankreich ein. 2019 wurde sie zum Global Vice President für Internationale Content- & Markenstrategie bei Refinery29 befördert und begleitete die Fusion von Refinery29 und VICE Media Group.
2020 machte sich Zakrocki mit ihrer Interior Marke Hand in Hand selbstständig und fokussierte sich auf nachhaltige Einrichtungsgegenstände, die von Hand gefertigt und nur auf Anfrage bestellt werden.
2021 gründet Zakrocki zudem Mikado Culture mit, eine Full-Service-Agentur für Talent Produkte und Marken, sowie Only Good People, ein Kreativ-Kollektiv für maßgeschneiderten Markenaufbau, Talent-Kollaborationen & Full-Service-Kampagnenstrategien. Mikado Culture launcht 2022 das erste Talent Brand Bad Cosmetics mit der Rapperin Badmomzjay.
Während ihrer gesamten Laufbahn arbeitet Zakrocki parallel freiberuflich als Beraterin für kreative und inhaltliche Strategien sowie Markenaufbau. Ihrer Leidenschaft zum Schreiben geht sie durch eigene persönliche Essays, langformatige Reportagen und Interviews in deutscher und englischer Sprache für internationale Magazine nach.
2023 entwickelte Cloudy Zakrocki das Mentorship-Programm "You do You" (YDY), das darauf abzielt, Teilnehmer zu mehr Selbstbestimmung und Authentizität im privaten sowie beruflichen Leben zu verhelfen. Das sechswöchige Programm wird in digitalen Online-Sessions durchgeführt und soll eine aktive, selbstbestimmte Lebensweise fördern.
Gemeinsam mit Michael Munder gründete Zakrocki 2023 2nd home, eine Plattform für nachhaltige und kuratierte Vintage-Möbel und Dekorationen.
Mit dem Podcast Talk the Walk gab Zakrocki 2024 inspirierenden Frauen* eine Bühne, die sich abseits vorgegebener Normen bewegen und neue Wege gehen. In Gesprächen mit mutigen Persönlichkeiten erzählt sie von außergewöhnlichen Lebensgeschichten und dem Mut, eigene Entscheidungen zu treffen und gegen Widerstände zu kämpfen.
Cloudy Zakrocki ist in vielen Podcasts und Panel Talks zu Gast und gibt eine Masterclass zum Thema Personal Branding vor Live- oder Video-Publikum.

## Auszeichnungen
- 2023: Business Punk – Gesichter der Zukunft 2023[31]

## Filmographie
- 2022: Liebesdings[32]
- 2017: Germany’s Next Topmodel[33]